# Sigismund Glauer
Johann Wolfgang Konstantin Ernst Sigismund Glauer (* 18. September 1840 in Wieruszów; † 3. September 1916) war ein preußischer Generalmajor.

## Leben
Glauer war der Sohn eines Rittergutbesitzers, der nach seiner Erziehung im elterlichen Hause und dem Besuch des Matthias-Gymnasiums in Breslau am 1. April 1859 als Einjährig-Freiwilliger in das 5. Jäger-Bataillon der Preußischen Armee eintrat. Nach seiner Dienstzeit wurde er als Oberjäger zur Reserve entlassen und avancierte Anfang Dezember 1861 zum Sekondeleutnant im 1. Aufgebot der Infanterie beim III. Bataillon im 2. Posenschen Landwehr-Regiment Nr. 19 in Krotoschin.
Am 1. November 1864 erfolgte Glauers Übernahme in das aktive Offizierskorps und die Anstellung im 1. Schlesischen Grenadier-Regiment Nr. 10. Bei der 3. Kompanie nahm er 1866 während des Krieges gegen Österreich am Gefecht bei Sandhübel und der Schlacht bei Königgrätz teil. Nach dem Krieg war er von Oktober bis Dezember 1867 als Adjutant zum I. Bataillon im 3. Niederschlesischen Landwehr-Regiment Nr. 10 und von November 1868 bis Januar 1869 in gleicher Eigenschaft beim Reserve-Landwehr-Bataillon (1. Breslau) Nr. 38 kommandiert. Anschließend diente Glauer als Adjutant des II. Bataillons, stieg Anfang Juni 1870 zum Premierleutnant auf und nahm während des folgenden Krieges gegen Frankreich an der Belagerung von Paris teil. Im Gefecht bei Chevilly erlitt er durch einen Granatsplitter am linken Fuß eine Verwundung.
Ausgezeichnet mit dem Eisernen Kreuz II. Klasse wurde Glauer nach dem Friedensschluss von seiner Stellung als Bataillonsadjutant entbunden und Anfang Dezember 1874 als Adjutant der 3. Division nach Stettin kommandiert. Unter Belassung in diesem Kommando erfolgte Mitte März 1875 seine Versetzung zum 3. Ostpreußischen Grenadier-Regiment Nr. 4 sowie Mitte Januar 1876 die Beförderung zum überzähligen Hauptmann. Mit der Ernennung zum Kompaniechef im 8. Pommerschen Infanterie-Regiment Nr. 61 trat Glauer am 18. Januar 1878 in den Truppendienst zurück und nahm im Sommer desselben Jahres an der Generalstabsübungsreise des II. Armee-Korps teil. Zum 22. März 1881 übernahm er die 10. Kompanie im Infanterie-Regiment Nr. 129, avancierte Mitte Januar 1886 zum überzähligen Major und wurde am 22. März 1887 als Kommandeur des II. Bataillons im 4. Badischen Infanterie-Regiment „Prinz Wilhelm“ Nr. 112 nach Colmar versetzt. Unter Beförderung zum Oberstleutnant war Glauer vom 22. März 1891 bis zum 16. März 1894 etatmäßiger Stabsoffizier im Füsilier-Regiment „Graf Roon“ (Ostpreußisches) Nr. 33 und wurde anschließend als Oberst Kommandeur des in Goldap stationierten Infanterie-Regiments „Freiherr Hiller von Gaertringen“ (4. Posensches) Nr. 59. In dieser Eigenschaft erhielt er im Januar 1896 anlässlich des Ordensfestes den Kronen-Orden II. Klasse.
Unter Stellung à la suite seines Regiments beauftragte man ihn am 20. Mai 1897 mit der Führung der 72. Infanterie-Brigade in Deutsch Eylau, bevor er am 17. Juni 1897 als Generalmajor zum Kommandeur dieser Brigade ernannt wurde. In Genehmigung seines Abschiedgesuches wurde er am 20. Juli 1898 mit Pension zur Disposition gestellt und ihm der Rote Adlerorden II. Klasse mit Eichenlaub verliehen.